# 統一企業食品管理事件列表
本列表列出台灣食品廠商統一企業集團歷年來食品管理事件列表

## 事件历史

### 食品安全
- 1986年
  - 統一蘋果麵包中毒事件，統一委託北縣樹林鎮柑園區「永欣麵包廠」製作的蘋果麵包在臺中發生食物中毒事件，台中市共有400多名小學師生疑似葡萄球菌引起急性腸胃炎送醫急救。統一表示，不管有無發生問題，總共停止了5家委託加工廠。台北縣衛生局食品管理處發現永欣麵包廠並無營利事業登記證，然而統一卻與之簽約。[1]

- 2001年
  - 澳大利亞新西蘭食品管理局（ANZFA）抽驗，發現統一醬油膏含致癌物單氯丙二醇（3-MCPD）。[2]

- 2004年
  - 衛生署委託國立清華大學針對食品進行戴奧辛含量的檢測調查顯示統一鮮奶中的戴奧辛含量超過歐盟最大限值，統一企業表示台灣尚未制定食品戴奧辛含量的管制標準，衛生署公布廠商名單是不負責任的作法。但清大研究也發現以每人每天從食物中所攝取到的戴奧辛含量來源計算，肉類攝取量約三成、魚貝類為三成、蛋及油脂類為三成二、乳製品為百分之八，其中鮮奶為百分之三，「即使一天飲用現在飲用量10倍的鮮奶量，仍在安全範圍內。」國內醫師指戴奧辛長期攝取戴奧辛會損害肝功能，甚至導致流產。 [3]

- 2009年
  - 統一企業投資生產的蜜桃多汁被中國海口市工商局檢驗出含超標的砷(可能引起多重器官衰竭，台灣50年代烏腳病便是砷引起的)。[需要較佳来源]

- 2011年
  - 塑化劑事件，統一多項產品(運動飲料、LP33膠囊、有機檸檬汁等)因採用賓漢香料化學有限公司所生產的起雲劑，而被驗出含有超標塑化劑，5月30日經濟部工業局公布檢驗結果，統一寶健運動飲料以及寶健則是DINP[4]在1ppm以上，撤銷統一寶健等7食品GMP認證，統一緊急生產不含起雲劑配方的產品和送檢，上架出貨。[5][6][7]
  - 6月15日消保會、消基會共接獲515件塑化劑申訴求償案，求償金額最高1億元。消保會接獲384件申訴，統一企業LP33膠囊和寶健運動飲料，占66件。消基會接獲131件申訴，邀來20家相關企業開會，要求業者接受調解仲裁，並提出一定金額成立消保基金，賠償消費者。[8]統一企業有向政府機關回應表示願意支持該基金，但政府迄今尚未成立該基金。
- 2012年：
  - 2012年3月26日，台北市政府衛生局共計抽驗322件產品，檢驗6項塑化劑，公佈結果有10件產品被檢出塑化劑超標，統一生機公司的Santa Cruz100%有機檸檬汁DIDP 7.2ppm。統一發聲明稿指出，Santa Cruz100%有機檸檬汁是向美國SMUCKER廠商原裝進口，此產品是由有機檸檬鮮榨而成，並無人為添加任何塑化添加物，懷疑是瓶罐封口溶出，已經通知國外進口商改進。然根據行政院衛生署公佈常見塑化劑毒性資料，DIDP與DEHP不同，無足夠科學證據證明致癌性，生殖毒性不明顯，不是內分泌干擾物質。

- 2013年
  - 立光農工黑心原料事件，統一企業於5月31日下架布丁、瑞穗蛋捲冰淇淋、冰之戀巧克力雙旋冰淇淋及三款Cold Stone杯裝冰品等產品，根據檢警查扣的帳冊來看，統一使用「立光農工股份有限公司」供應的原料，恐已經6年。
  - 立光農工把工業用的乙二胺四乙酸二鈉（EDTA-2Na），配成原料複方，價格只有食用級原料的1/3，再以通常價格賣給統一以及愛之味等大企業。[9]
  - 統一聲明產品沒有遭受汙染，為慎重起見，將統一布丁在內的7項產品暫時下架、停售。若立光農工涉有違法情事，將依法追訴。然而統一佔股比相當高的開喜公司被檢驗出含乙二胺四乙酸二鈉的杏仁豆腐卻依然在7-11大舉鋪貨。[10][11]另配合司法調查，將事實釐清，等確認產品原料安全沒問題後，再重新上架。[12][13]
  - 6月15日統一表示統一布丁經過檢驗確定不含工業原料，沒有食用疑慮，宣佈今(15)日起統一布丁與其他6種商品恢復上架。[14][15]
  - 6月25日TVBS報導超商取4款冰品放在常溫2小時後，竟然3款幾乎未溶化，試驗產品分別為統一的瑞穗蛋捲冰淇淋和冰之戀巧克力，義美雪捲，小美大盛冰。除了小美半小時內溶解外，其餘3款幾乎未溶解。統一公關經理涂忠正表示：「消費者在買的過程當中，冰櫃的溫度是幾度，當然溫度愈低的話，可能表示它凝固的強度會增高嘛，它可能融解的速度相對比較慢。」[16]同日TVBS也報導可能因素為添加乳化劑。[17]隨後7月4日東森新聞報導網友吳逸文2日針對統一冰品做了「長明燈」實驗，24小時後也未完全溶化。統一涂忠正表示，融解速度主要變數有溫度、乳化效果和粘稠劑，與容易溶解的刻板印象不同，原料合乎食品衛生管理法，而且成本反而比較貴。[18] [19]
  - 11月20日，《商業周刊報導市售牛乳驗出禁藥事件》
  - 台灣商業周刊報導市占率6成的國內前3大品牌味全、統一、光泉的鮮奶竟有抗憂鬱劑、避孕藥、塑化劑、甚至有止痛劑.  其中統一「瑞穗巧克力牛奶」含有抗生素代謝物Pyrimido[a]Azepine（嘧啶氮雜）、人工雌激素與避孕藥的代謝物Tetrachloro-o-Benzoquinone（四氯鄰苯醌）、兩種以上塑化劑的污染。而統一「Dr. Milker極鮮乳」，全脂則有抗憂鬱及止痛劑的藥物代謝物Dehydroxyl-Vincadine（去氫氧長春蔓汀）與抗生素代謝物Pyrimido[a]Azepine（嘧啶氮雜）。[20]12月13日，檢驗結果證實這件事是烏龍事件。[21]

- 2014年
  - 10月22日：食藥署針對頂新問題牛油進行預防性下架，統一接獲三菱商事株式會社通知，統清公司曾在6月10日向頂新調度一批牛油，用在19項產品內[22][23]。10月26日，消費者報導雜誌發行人陳智義認為，統一企業針對問題牛油產品退貨顯得誠意不足[24]。
  - 11月15日：食藥署公布統一用到的越南大幸福飼料油產品清單，統一布丁、瑞穗鮮乳冰淇淋使用越南進口的飼料椰子油。[25]

### 品名标示问题
- 2013年7月17日報導部分生鮮蛋品外包裝標示來自「牧場」，實際調查卻發現並非確實存在，是「虛擬牧場」，監察委員程仁宏等人，調查台北市及新北市地區10處賣場，發現統一「元氣牧場」、味全「木崗專業牧場」、福頂「自然牧場」，不屬於農委會登記管理在案的牧場，這些牧場根本不存在，衛生署有放任業者誤導民眾之嫌。[26]
- 2013年11月12日，統一生機開發股份有限公司「統一生機明日葉精力湯」產品被查出標示不實。該產品成分標示含天然葉綠素，但其實是添加銅葉綠素鈉，桃園縣衛生局針對品項標示不符，重罰統一生機公司新台幣20萬元。統一聖德科斯違反標示的4款精力湯包括明日葉精力湯、初乳蛋白精力湯、久司酵素精力湯及膠原蛋白精力湯，統一聖德科斯指出，7日將4款精力湯下架，將會依法將標示改為銅葉綠素鈉，明日可重新上市，消費者可持發票和產品辦理退換貨[27]。

## 裕國冷凍冷藏公司
- 2014年9月6日，統一企業關係企業裕國冷凍冷藏公司（德昌集團）[28][29][30][31]使用78桶「全統香豬油」，加工製成「玉米濃湯」、「蘑菇醬」、「蘑菇醬豬肉口味」3種產品，日前封存玉米濃湯20公斤裝38罐、蘑菇醬2.7公斤裝6531罐、蘑菇醬豬肉口味2.7公斤裝1083罐，今天持續追蹤共下架回收蘑菇醬2.7公斤327罐。[32][33]（參見2014年臺灣餿水油事件）

## 統一超商 7-11
- 2004年
  - 消基會檢測出統一超商的鮪魚蔬菜雙色三明治、紐奧良辣雞腿三明治、泰式青木瓜沙拉均含有超標生菌數，泰式青木瓜沙拉更檢出摻有漂白劑(二氧化硫)。，而統一僅否認青木瓜沙拉含有漂白劑，其他不作回應。[34]

- 2009年
  - 7月，消基會抽驗大台北地區12家傳統涼麵店及4家超商共16件涼麵，結果，僅全家及OK超商的抽檢涼麵則全合格。其餘傳統麵店的12件，及7-Eleven (7-11)「真飽麻醬涼麵」與萊爾富「中華風古早味涼麵」，均被驗出生菌數含量超標；11件來自傳統麵店的涼麵也被檢出大腸桿菌超標。統一超商表示鮮食商品採取3道以上品保，品質安全無虞，但仍將該品項停售，並會送公證單位SGS檢驗，確認結果再恢復生產出貨。[35]

- 2013年
  - 4月，統一超商利用店內ibon多媒體機台販售復興航空的國際線機票，引發旅遊業者反彈，並向觀光局檢舉。7月，觀光局近期將對超商和提供系統業者各開罰9萬元。[36]
  - 統一超商販售之關東煮黑輪產品遭檢出有毒的順丁烯二酸酐，林口長庚醫院臨床毒物科主任林杰樑醫生說，長期服用順丁烯二酸酐會造成腎臟不可逆之傷害，需長期洗腎。統一於該年4月25日全面下架，並以原物料成本上漲為由，漲價兩元。
  - 7月25日，一名女子在北市7-11超商購買「晨採鮮筍」便當，準備享用午餐時，竟吃到一片長約4公分的刀片，女子當下傻眼，幸好未吞入體內，她立即跟店員反應，要求更換新的便當。 [37]
  - 8月初，1名蔡姓大學生在PTT貼文，說在7-11清大門市買「真飽涼麵」，食用後上吐下瀉。之後，新北市衛生局也接獲通報，前往門市和供應商查看；8月9日統一超商品保人員立即進行瞭解，發現於8月6日下午生產過程中，因「陸仕食品」生產工廠（供應新竹以北門市的涼麵商品）冰水機發生15分鐘斷電，可能導致該批次「真飽涼麵」溫度異常，影響品質，造成少部分民眾食用後產生不適現象。[38]

- 2014年
  - 4月1日新聞報導，行政院農業委員會和衛生福利部食品藥物管理署聯合稽查小組2月共針對54件雞蛋做全面的安全大稽查，結果驗出2件不合格，其中「偉良牧場」檢出殘留抗生素氟甲磺氯黴素和脫氧氫四環素（即去氧羥四環素），且供應給7-11統一超商的2萬4000顆問題茶葉蛋已全賣光；另一家「俊宗牧場」生產的問題蛋，驗出驅蟲藥乃卡巴精，則主要供應國軍食用。但農委會及食藥署卻未立即公布。林口長庚紀念醫院腎臟科醫師顏宗海表示，氯黴素具骨髓毒性，濃度高時，可能引發再生性不良貧血，甚至有致血癌疑慮；體質敏感者，也可能因此引發蕁麻疹、氣喘等過敏反應。他擔憂，雖然雞蛋殘留濃度不高，但茶葉蛋全經帶殼久滷，同一鍋，反覆加水熬煮，如果有殘留，難保不會交叉污染，甚至累積。脫氧氫四環素毒性相對低，但醫師提醒，仍可能誘發過敏反應，噁心、嘔吐等，尤其8歲以下嬰幼兒和孕婦更不宜接觸，否則可能造成沈積、牙齒變色。顏宗海指出，雞蛋殘留抗生素，多半因為雞農未等待病雞的停藥期滿，即趕著出貨惹禍，呼籲農政單位應加強輔導農民正確用藥，且一旦檢驗確認有問題，就應該立即對外公布，避免民眾繼續把有問題的雞蛋吃下肚。[39][40][41][42]
  - 10月3日，消基會公布在6－7月間抽查「市售塑膠包裝食品」，「鹽烤豬肉夾心飯糰」驗出DEHP。[43]
  - 10月11日，統一超商的肉絲蛋炒飯也摻正義飼料油。[44]

## 管理幹部
- 2013年6月25日 [45]
  - 黑心食品原料連環被踢爆，先前不肖業者「立光農工」把成本便宜6成的工業防腐劑乙二胺四乙酸二鈉（EDTA-2Na）調配成「洋菜粉」、「鹿角菜膠」販售，知名大廠統一企業也中槍，緊急將布丁、冰淇淋等產品下架，並強調自己不知情，也是受害者。25日統一召開股東會，總經理羅智先談到食品安全強調，不能只靠政府把關，消費者也不能只想買便宜貨。
  - 在股東會後總經理羅智先表示，食品安全是台灣所有人都應關心的議題，政府雖已制定更嚴格的管理辦法，但只靠單一環節控管，仍無法充分把關。他說，消費者應建立「便宜沒好貨」的一分錢、一分貨觀念；如果仍停留在廠商削價競爭，消費者只想撿便宜的心態，恐怕很難進步。
  - 羅智先語帶歉意表示：「統一內部得多檢討，所以社會有指責，我們虛心接受，因為這代表社會也很關心我們，罵總比沒罵好。」 [46]